# Bán hạ nam
Bán hạ nam hay củ chóc (danh pháp hai phần: Typhonium trilobatum) là một loài thực vật có hoa trong họ Ráy (Araceae). Loài này được (L.) Schott mô tả khoa học đầu tiên năm 1829.

## Công dụng
Cây thân cỏ, sông lâu năm, có thân rễ. Lá chia 3 thùy. Bông mo sặc sỡ, có mùi hôi thối. Thân rễ dùng làm thuốc chữa ho, chống nôn.